# مدار شمالگان

نقشه جهان و مدار شمالگان به رنگ قرمز

نقشه سرزمین شمالگان همراه با مدار شمالگان به رنگ آبی

مَدار شُمالْگان (نام قدیمی‌تر: مدار قطبی شمال) یکی از پنج مدار مهم زمین است که در نقشه‌ها غالباً نمایش داده می‌شود. این مدار، مدارَ ۳۳°۶۶ + بر روی زمین است که مرز محدودهٔ قطبی را نشان می‌دهد، جایی که حداقل در یک شبانه‌روز از سال خورشید هرگز غروب نمی‌کند. به عبارت دیگر، مدار شمالگان، جنوبی‌ترین عرض جغرافیایی نیم‌کرهٔ شمالی است که حداقل یک بار در سال خورشید به مدت ۲۴ ساعت بی‌وقفه بالای خط افق بر آن بتابد (خورشید نیمه‌شب).
موقعیت مدار شمالگان ثابت نیست و در حال حاضر در عرض جغرافیایی ۶۶°۳۳′۵۰٫۴″ (یا ۶۶٫۵۶۳۹۹°) شمالی قرار دارد.
در سال ۲۰۰۰، این مدار موازی با عرض جغرافیایی "۳۹ '۳۳ °۶۶ شمال استوا بوده‌است. در سال ۲۰۱۱، این مدار به عرض جغرافیایی "۴۴ '۳۳ °۶۶ (°۶۶٬۵۶۲۲) شمالی رانده شده‌است.
محدوده شمالی این مدار، شمالگان و محدوده جنوبی آن تا مدار رأس‌السرطان، منطقه معتدل شمالی نام دارد. مدار جنوبگان، مدار مقابل آن در نیم‌کره جنوبی زمین است.

## جغرافیا
| \| مختصات \| کشور، سرزمین یا دریا \| یادداشت \| \| ----------------------------------------------------- \| -------------------- \| -------------------------------------------------------------- \| \| ۶۶°۳۴′ شمالی ۰۰۰°۰۰′ شرقی / ۶۶٫۵۶۷°شمالی ۰٫۰۰۰°شرقی \| اقیانوس منجمد شمالی \| دریای نروژ \| \| ۶۶°۳۴′ شمالی ۰۱۲°۴۸′ شرقی / ۶۶٫۵۶۷°شمالی ۱۲٫۸۰۰°شرقی \| نروژ \| استان نوردلند \| \| ۶۶°۳۴′ شمالی ۰۱۵°۳۱′ شرقی / ۶۶٫۵۶۷°شمالی ۱۵٫۵۱۷°شرقی \| سوئد \| استان نوربوتن \| \| ۶۶°۳۴′ شمالی ۰۲۳°۵۱′ شرقی / ۶۶٫۵۶۷°شمالی ۲۳٫۸۵۰°شرقی \| فنلاند \| منطقه فنلاند \| \| ۶۶°۳۴′ شمالی ۰۲۹°۲۸′ شرقی / ۶۶٫۵۶۷°شمالی ۲۹٫۴۶۷°شرقی \| روسیه \| جمهوری کارلیا استان مورمانسک کارلیا تکرار استان مورمانسک تکرار \| \| ۶۶°۳۴′ شمالی ۰۳۳°۲۵′ شرقی / ۶۶٫۵۶۷°شمالی ۳۳٫۴۱۷°شرقی \| دریای سفید \| خلیج کاندالاکا \| \| ۶۶°۳۴′ شمالی ۰۳۴°۲۸′ شرقی / ۶۶٫۵۶۷°شمالی ۳۴٫۴۶۷°شرقی \| روسیه \| استان مورمانسک (شبه جزیره کولا) \| \| ۶۶°۳۴′ شمالی ۰۳۴°۳۸′ شرقی / ۶۶٫۵۶۷°شمالی ۳۴٫۶۳۳°شرقی \| دریای سفید \| خلیج کاندالاکا \| \| ۶۶°۳۴′ شمالی ۰۳۵°۰۰′ شرقی / ۶۶٫۵۶۷°شمالی ۳۵٫۰۰۰°شرقی \| روسیه \| استان مورمانسک (شبه جزیره کولا) \| \| ۶۶°۳۴′ شمالی ۰۴۰°۴۲′ شرقی / ۶۶٫۵۶۷°شمالی ۴۰٫۷۰۰°شرقی \| دریای سفید \| \| \| ۶۶°۳۴′ شمالی ۰۴۴°۲۳′ شرقی / ۶۶٫۵۶۷°شمالی ۴۴٫۳۸۳°شرقی \| روسیه \| ننتسیا جمهوری کومی یامالو-ننتس \| \| ۶۶°۳۴′ شمالی ۰۷۱°۰۵′ شرقی / ۶۶٫۵۶۷°شمالی ۷۱٫۰۸۳°شرقی \| خلیج اب \| \| \| ۶۶°۳۴′ شمالی ۰۷۲°۲۷′ شرقی / ۶۶٫۵۶۷°شمالی ۷۲٫۴۵۰°شرقی \| روسیه \| یامالو-ننتس سرزمین کراسنویارسک جمهوری ساخا چوکوتکا \| \| ۶۶°۳۴′ شمالی ۱۷۱°۰۱′ غربی / ۶۶٫۵۶۷°شمالی ۱۷۱٫۰۱۷°غربی \| اقیانوس منجمد شمالی \| دریای چوکچی \| \| ۶۶°۳۴′ شمالی ۱۶۴°۳۸′ غربی / ۶۶٫۵۶۷°شمالی ۱۶۴٫۶۳۳°غربی \| ایالات متحده آمریکا \| آلاسکا (شبه‌جزیره سیوارد) \| \| ۶۶°۳۴′ شمالی ۱۶۳°۴۴′ غربی / ۶۶٫۵۶۷°شمالی ۱۶۳٫۷۳۳°غربی \| اقیانوس منجمد شمالی \| کوتزبوئه ساوند \| \| ۶۶°۳۴′ شمالی ۱۶۱°۵۶′ غربی / ۶۶٫۵۶۷°شمالی ۱۶۱٫۹۳۳°غربی \| ایالات متحده آمریکا \| آلاسکا – عبور از میان دریاچه سلاویک \| \| ۶۶°۳۴′ شمالی ۱۴۱°۰۰′ غربی / ۶۶٫۵۶۷°شمالی ۱۴۱٫۰۰۰°غربی \| کانادا \| یوکان نورت‌وست تریتوریز – با گذر از دریاچه گریت بر نوناووت \| \| ۶۶°۳۴′ شمالی ۰۸۲°۵۹′ غربی / ۶۶٫۵۶۷°شمالی ۸۲٫۹۸۳°غربی \| خلیج هودسن \| حوزه رودخانه فاکسه \| \| ۶۶°۳۴′ شمالی ۰۷۳°۲۵′ غربی / ۶۶٫۵۶۷°شمالی ۷۳٫۴۱۷°غربی \| کانادا \| نوناووت (جزیره بافین – عبور از میان دریاچه نتیلینگ) \| \| ۶۶°۳۴′ شمالی ۰۶۱°۲۴′ غربی / ۶۶٫۵۶۷°شمالی ۶۱٫۴۰۰°غربی \| اقیانوس اطلس \| تنگه دیویس \| \| ۶۶°۳۴′ شمالی ۰۵۳°۱۶′ غربی / ۶۶٫۵۶۷°شمالی ۵۳٫۲۶۷°غربی \| گرینلند \| دانمارک \| \| ۶۶°۳۴′ شمالی ۰۳۴°۰۹′ غربی / ۶۶٫۵۶۷°شمالی ۳۴٫۱۵۰°غربی \| اقیانوس اطلس \| تنگه دانمارک دریای گرینلند \| \| ۶۶°۳۴′ شمالی ۰۱۸°۰۱′ غربی / ۶۶٫۵۶۷°شمالی ۱۸٫۰۱۷°غربی \| ایسلند \| جزیره گریمسی \| \| ۶۶°۳۴′ شمالی ۰۱۷°۵۹′ غربی / ۶۶٫۵۶۷°شمالی ۱۷٫۹۸۳°غربی \| اقیانوس اطلس \| دریای گرینلند دریای نروژ \| |                      |                                                                |
| مختصات | کشور، سرزمین یا دریا | یادداشت                                                        |
| ۶۶°۳۴′ شمالی ۰۰۰°۰۰′ شرقی / ۶۶٫۵۶۷°شمالی ۰٫۰۰۰°شرقی | اقیانوس منجمد شمالی  | دریای نروژ                                                     |
| ۶۶°۳۴′ شمالی ۰۱۲°۴۸′ شرقی / ۶۶٫۵۶۷°شمالی ۱۲٫۸۰۰°شرقی | نروژ                 | استان نوردلند                                                  |
| ۶۶°۳۴′ شمالی ۰۱۵°۳۱′ شرقی / ۶۶٫۵۶۷°شمالی ۱۵٫۵۱۷°شرقی | سوئد                 | استان نوربوتن                                                  |
| ۶۶°۳۴′ شمالی ۰۲۳°۵۱′ شرقی / ۶۶٫۵۶۷°شمالی ۲۳٫۸۵۰°شرقی | فنلاند               | منطقه فنلاند                                                   |
| ۶۶°۳۴′ شمالی ۰۲۹°۲۸′ شرقی / ۶۶٫۵۶۷°شمالی ۲۹٫۴۶۷°شرقی | روسیه                | جمهوری کارلیا استان مورمانسک کارلیا تکرار استان مورمانسک تکرار |
| ۶۶°۳۴′ شمالی ۰۳۳°۲۵′ شرقی / ۶۶٫۵۶۷°شمالی ۳۳٫۴۱۷°شرقی | دریای سفید           | خلیج کاندالاکا                                                 |
| ۶۶°۳۴′ شمالی ۰۳۴°۲۸′ شرقی / ۶۶٫۵۶۷°شمالی ۳۴٫۴۶۷°شرقی | روسیه                | استان مورمانسک (شبه جزیره کولا)                                |
| ۶۶°۳۴′ شمالی ۰۳۴°۳۸′ شرقی / ۶۶٫۵۶۷°شمالی ۳۴٫۶۳۳°شرقی | دریای سفید           | خلیج کاندالاکا                                                 |
| ۶۶°۳۴′ شمالی ۰۳۵°۰۰′ شرقی / ۶۶٫۵۶۷°شمالی ۳۵٫۰۰۰°شرقی | روسیه                | استان مورمانسک (شبه جزیره کولا)                                |
| ۶۶°۳۴′ شمالی ۰۴۰°۴۲′ شرقی / ۶۶٫۵۶۷°شمالی ۴۰٫۷۰۰°شرقی | دریای سفید           |                                                                |
| ۶۶°۳۴′ شمالی ۰۴۴°۲۳′ شرقی / ۶۶٫۵۶۷°شمالی ۴۴٫۳۸۳°شرقی | روسیه                | ننتسیا جمهوری کومی یامالو-ننتس                                 |
| ۶۶°۳۴′ شمالی ۰۷۱°۰۵′ شرقی / ۶۶٫۵۶۷°شمالی ۷۱٫۰۸۳°شرقی | خلیج اب              |                                                                |
| ۶۶°۳۴′ شمالی ۰۷۲°۲۷′ شرقی / ۶۶٫۵۶۷°شمالی ۷۲٫۴۵۰°شرقی | روسیه                | یامالو-ننتس سرزمین کراسنویارسک جمهوری ساخا چوکوتکا             |
| ۶۶°۳۴′ شمالی ۱۷۱°۰۱′ غربی / ۶۶٫۵۶۷°شمالی ۱۷۱٫۰۱۷°غربی | اقیانوس منجمد شمالی  | دریای چوکچی                                                    |
| ۶۶°۳۴′ شمالی ۱۶۴°۳۸′ غربی / ۶۶٫۵۶۷°شمالی ۱۶۴٫۶۳۳°غربی | ایالات متحده آمریکا  | آلاسکا (شبه‌جزیره سیوارد)                                       |
| ۶۶°۳۴′ شمالی ۱۶۳°۴۴′ غربی / ۶۶٫۵۶۷°شمالی ۱۶۳٫۷۳۳°غربی | اقیانوس منجمد شمالی  | کوتزبوئه ساوند                                                 |
| ۶۶°۳۴′ شمالی ۱۶۱°۵۶′ غربی / ۶۶٫۵۶۷°شمالی ۱۶۱٫۹۳۳°غربی | ایالات متحده آمریکا  | آلاسکا – عبور از میان دریاچه سلاویک                            |
| ۶۶°۳۴′ شمالی ۱۴۱°۰۰′ غربی / ۶۶٫۵۶۷°شمالی ۱۴۱٫۰۰۰°غربی | کانادا               | یوکان نورت‌وست تریتوریز – با گذر از دریاچه گریت بر نوناووت      |
| ۶۶°۳۴′ شمالی ۰۸۲°۵۹′ غربی / ۶۶٫۵۶۷°شمالی ۸۲٫۹۸۳°غربی | خلیج هودسن           | حوزه رودخانه فاکسه                                             |
| ۶۶°۳۴′ شمالی ۰۷۳°۲۵′ غربی / ۶۶٫۵۶۷°شمالی ۷۳٫۴۱۷°غربی | کانادا               | نوناووت (جزیره بافین – عبور از میان دریاچه نتیلینگ)            |
| ۶۶°۳۴′ شمالی ۰۶۱°۲۴′ غربی / ۶۶٫۵۶۷°شمالی ۶۱٫۴۰۰°غربی | اقیانوس اطلس         | تنگه دیویس                                                     |
| ۶۶°۳۴′ شمالی ۰۵۳°۱۶′ غربی / ۶۶٫۵۶۷°شمالی ۵۳٫۲۶۷°غربی | گرینلند              | دانمارک                                                        |
| ۶۶°۳۴′ شمالی ۰۳۴°۰۹′ غربی / ۶۶٫۵۶۷°شمالی ۳۴٫۱۵۰°غربی | اقیانوس اطلس         | تنگه دانمارک دریای گرینلند                                     |
| ۶۶°۳۴′ شمالی ۰۱۸°۰۱′ غربی / ۶۶٫۵۶۷°شمالی ۱۸٫۰۱۷°غربی | ایسلند               | جزیره گریمسی                                                   |
| ۶۶°۳۴′ شمالی ۰۱۷°۵۹′ غربی / ۶۶٫۵۶۷°شمالی ۱۷٫۹۸۳°غربی | اقیانوس اطلس         | دریای گرینلند دریای نروژ                                       |